# 邁阿密 (新墨西哥州)
邁阿密（英語：Miami）是位於美國新墨西哥州科爾法克斯縣的非建制地區。

## 歷史
邁阿密的郵局於1908年設立，其後於1975年停運。

## 地理
邁阿密所處的海拔為高於海平面1888米（即6195英呎），而該地所採用的時區為UTC-7，即北美山地时区（MST）。同時該地設有夏令時間，為UTC-7調快一小時，即UTC-6（MDT）。